# Liste von Fememord-Opfern in Deutschland während der frühen Zwischenkriegszeit
Die Liste von Fememord-Opfern in Deutschland während der frühen Zwischenkriegszeit gibt einen Überblick über Personen, die in den ersten Jahren nach dem Ende des Ersten Weltkriegs in Deutschland sogenannten  Fememorden zum Opfer fielen. Dabei sind nur Taten innerhalb rechter Organisationen und Bürgerwehren berücksichtigt, nicht politische Morde an Außenstehenden.
Die in der Liste aufgeführten Personen sind chronologisch nach dem Datum ihrer Ermordung angeordnet, beginnend mit den frühesten Opfern. Von 1920 bis 1923 wurden in Oberschlesien, Ostpreußen, Brandenburg, Pommern, Mecklenburg und Bayern mindestens 23 Menschen im Rahmen von Fememorden getötet. Der Pazifist Carl Mertens hatte 1925 28 Fememorde innerhalb der Schwarzen Reichswehr publik gemacht.
Als zeitliche Rahmenpunkte für die Aufnahme gelten der 9. November 1918  und die Stabilisierungsphase der Weimarer Republik um 1927.

## Liste der Opfer
- Juli 1920: Willi Schmidt (* 1899 in Stettin), Angehöriger des Freikorps Roßbach; von Edmund Heines und anderen Angehörigen der Rossbach-Gruppe in einem Wald im Landkreis Greifenhagen in Pommern erschossen und vor Ort vergraben, nachdem er in Verdacht geraten war, ein Waffenversteck an die Behörden verraten zu wollen.
- 6. Oktober 1920 (Leichnam aufgefunden): Maria Sandmayr (1901–1920), Dienstmädchen, erdrosselt im Forstenrieder Park aufgefunden; ermordet, nachdem sie ein Waffenlager der Bayerischen Einwohnerwehr anzuzeigen versucht hatte.
- 1921: Peter Christ, Aufseher, in Langenöls, Bezirk Breslau ermordet. Christ war 1921 Angehöriger des Oberschlesischen Selbstschutzes. Wegen Kritik, die er an der Korruption der Führung übte (er soll vor Kameraden erklärt haben: „Ich bin ganz genau darüber unterrichtet, daß das Geld für unsere Organisation nicht an die zuständigen Stellen kommt. Es ist genug Geld da, nur wir bekommen es nicht. Es bleibt oben, damit die oberen Vorgesetzten gut leben können.“), wurde er von Angehörigen der deutschen Spezialpolizei verhaftet. Später wurde er mit durchschossenem Kopf aufgefunden. 1928 wurde eine Aktennotiz gefunden, der zufolge der Leiter der Exekutive der deutschen Spezialpolizei, Gottfried Hobus, angewiesen wurde, Christ in „zweckentsprechende Behandlung“ zu nehmen. Der Staatskommissar für Oberschlesien, Karl Spiecker, nannte den Fall, als er ihm 1928 vorgetragen wurde, „skandalös“ und bewertete ihn als Mord. Er erklärte, dass Christ einem ordentlichen Gericht vorgeführt hätte werden müssen.[2]
- 4. März 1921 (Leichnam aufgefunden): Hans Hartung (* 1897), Kellner, erschossen und mit Steinen beschwert aus der Zusam bei Zusmarshausen geborgen; ermordet, nachdem er sich für sein Schweigen über die Aktivitäten der Bayerischen Einwohnerwehr hatte bezahlen lassen wollen.[3]
- 5. Juni 1921: Josef Nowak, St. Annaberg: Nowak wurde am 4. Juni 1921 von dem Gendarmeriewachtmeister Schweighart aus St. Annaberg und acht Angehörigen des Oberschlesischen Selbstschutzes wegen des Verdachtes, dass er während des 3. Oberschlesischen Aufstandes (der sich in diesem Jahr ereignete), Spionage zugunsten der polnischen Seite begangen habe, aus dem Bett geholt und verhaftet. Er wurde anschließend durch sein Dorf getrieben, dabei mit Seitengewehren und Gewehrkolben geschlagen. Danach wurde Nowak zusammen mit Ignatz Kwittek, Ignatz Kwiotek und Anton Wojciechowski, die man ebenfalls des Verrats bezichtigte, unter andauernden Misshandlungen in den Basaltsteinbruch bei St. Annaberg getrieben und dort totgeschlagen (der Kopf jedes der vier Männer war fünf- bis sechsmal gespalten und mit Seitengewehren zerhackt wie „faulige Kohlrüben“). Die Leichen der vier Männer wurden dort unter Steingeröll begraben und einige Tage später von ihren Angehörigen aufgefunden. Nowaks Leiche wies vier Bauchschüsse, zwei Brustschüsse und dreiundsiebzig Bajonett- und Messerstiche auf. Nowak hatte lediglich geäußert, dass er in den Kämpfen zwischen Deutschen und Polen in Oberschlesien einen sinnlosen Bruderkrieg sehe.[4]
- 5. Juni 1921: Ignatz Kwiotek, Mann aus St. Annaberg in Oberschlesien: Kwiotek wurde am Abend des 4. Juni 1921 von Angehörigen des Oberschlesischen Selbstschutzes wegen angeblichen Verrats aus seiner Wohnung geholt, misshandelt und zusammen mit Ignatz Kwittek, Josef Nowak und Anton Wojciechowski in einen Basaltsteinbruch bei St. Annaberg getrieben und dort totgeschlagen. Seine Leiche wurde mit den Leichen der übrigen drei Getöteten dort begraben.[4]
- 5. Juni 1921: Anton Wojciechowski, Mann aus Wyssoka in Oberschlesien: Wojciechowski wurde am Abend des 4. Juni 1921 von Angehörigen des Oberschlesischen Selbstschutzes wegen angeblichen Verrats aus seiner Wohnung geholt, misshandelt und zusammen mit Ignatz Kwiotek, Ignatz Kwittek und Josef Nowak in einen Basaltsteinbruch bei St. Annaberg getrieben und dort totgeschlagen. Seine Leiche wurde mit den Leichen der übrigen drei Getöteten dort begraben.[4]
- 13. Juni 1921: Johannes Buchholz: Der Polizeiwachtmeister Johannes Buchholz, Angehöriger der Berliner Polizeihundertschaft z.b.V., wurde in der Schlosskaserne, einer Polizeikaserne in Berlin-Charlottenburg, durch einen Schuss in den Hinterkopf getötet. Hintergrund war, dass die Verantwortlichen für rechtsradikale Machenschaften in dieser Hundertschaft befürchteten, dass er diese sowie finanzielle Schiebungen der Einheit melden würde. Zwei Wachtmeister der Hundertschaft wurden wegen des Todes von Buchholz angeklagt, aber aus Mangel an Beweisen freigesprochen.[5]
- Juli/August 1921: Fritz Köhler, Mitglied der Selbstschutzorganisation Ehrhardt in Oberschlesien. Als Mitglied eines aus Angehörigen dieser Selbstschutzorganisation gebildeten Arbeitskommandos war Köhler im Sommer 1921 als Feldhüter auf dem Gut des Rittergutsbesitzers Ulrich Freiherr von Richthofen in Klein-Wandriß im Kreis Liegnitz untergebracht. Er führte Aufsicht über das zum Gut gehörende Forsthaus des Kohlhöher Waldes. Köhler geriet aus unbekannten Gründen in den Verdacht, ein Verräter zu sein. Als Köhler zusammen mit drei anderen Mitgliedern der Selbstschutzorganisation – Karl Ernst Scweninger, Martin Lampel und Veit Ulrich von Beulwitz – ein geheimes Waffenlager aufsuchte, wurde Köhler dazu veranlasst, am Boden abzuhören, ob Grundwasser im Waffenlager sprudle. Als er sich zu diesem Zweck auf den Boden legte, wurde er von Beulwitz mit einer Rodehacke auf den Kopf geschlagen. Anschließend wurde er von Lampel, nach anderen Aussagen von Beulwitz, erschossen. Beulwitz, Schwinger und Lampel wurden später wegen gemeinschaftlicher vorsätzlicher Tötung angeklagt. Das Verfahren wurde mit Beschluss vom 28. November 1930 gemäß dem Gesetz über Straffreiheit vom 14. Juli 1928 in der ergänzten Fassung vom 24. Oktober 1930 eingestellt.[4]
- 29./30. August 1921: Vier ehemalige Angehörige des Oberschlesischen Selbstschutzes bei Sibyllenort, Kreis Oels: In der Nacht vom 29. zum 30. August 1921 wurden vier ehemalige Angehörige des Oberschlesischen Selbstschutzes, angeblich Angehörige der Arbeitsgemeinschaft Roßbach, bei Sibyllenort durch Kopfschüsse getötet. Die Tat blieb unaufgefklärt. Der Tischler Alfons Wabnitz und der Kaufmann Fritz Schrewe standen im Verdacht, sie ausgeführt zu haben.[4][6]
- 1921: Alfons Hentschel: Leutnant, 1921 im Oberschlesischen Selbstschutz aktiv. Hentschel war im Sommer 1921 als Zugführer in der Kompanie des Hauptmanns von Mauritz, hinter dem sich in Wirklichkeit der Freikorpsführer Franz Pfeffer von Salomon verbarg, tätig. Als unbequemer Mitwisser von Geheimnissen der Organisation wurde Hentschel auf Befehl von Mauritz (also Pfeffer) von einem Oberleutnant Link auf einen Patrouillengang genommen und während dieses Patrouillengangs in einem Kornfeld hinterrücks erschossen. Hentschel soll fünf Schüsse erlitten haben, drei davon am Hinterkopf. Link behauptete, als er zurückkehrte, das Hentschel von Polen erschossen worden sei. Allerdings war die Front 10 km entfernt. Pfeffer von Salomon bestritt später, als der Vorfall durch das Landgericht Oppeln untersucht wurde, dass er einen Befehl zum Erschießen Hentschel erteilt habe.
- 1921: Sigulla: Ein Mann aus dem Kreis Oppeln. Sigulla fuhr mit einem Fahrrad nach Plinkenau in Oberschlesien, wo er in einem Gasthaus mit Angehörigen des Freikorps Roßbach zechte. Aus ungeklärten Gründen kam das Gerücht auf, dass er ein entlaufener Roßbacher und polnischer Spitzel sei. Daraufhin wurde ein bayerischer Freikorpsleutnant namens „Seppl“ verständigt, der in die Wirtschaft kam, Sigulla verhaftete und in einen nahen Wald führte. Dort schnitt er diesem die Kehle durch. „Seppl“ wurde verhaftet, jedoch nach dem Abzug der Ententetruppen aus Oberschlesien wieder aus der Haft entlassen.[4]
- Unbekannter Mann: Von den Mitgliedern des Oberschlesischen Selbstschutzes Felix Kaczmaryk und Johann Hauke aus Myslowitz nach gemeinsam verübten Raubüberfällen und Einbrüchen als unbequemer Mitwisser ermordet.
- 9. Juni 1921: Karl Gareis, bayerischer Landtagsabgeordneter (USPD). Gareis wurde vor seiner Haustür in München-Schwabing niedergeschossen. Als wahrscheinlicher Grund gilt, dass er sich für die Auflösung der Bayerischen Einwohnerwehr einsetzte.
- 1921: Wilhelm Walenczyk, Hotelier in Krappitz, wegen des Vorwurfes französische Besatzungstruppen in Schlesien unterstützt zu haben, indem er einige Franzosen in seinem Haus unterbrachte, bzw. ein polnischer Spion zu sein von der deutschen Sicherheitspolizei Hauenstein in einen Wald geführt und dort von Angehörigen der Kriminalabteilung Friedrich erschossen.[7]
- 31. Oktober 1921: Wilhelm Hörnlein, in der Steiermark durch einen Kopfschuss getötet; angeblich weil er zu viele Geheimnisse rechtsextremer Kreise kannte.[3]
- 7. Juni 1922: Kurt Herrmann (* 1896/1897) Zigarrenkaufmann. Herrmann war ein Mitglied der Wachgesellschaft „Schlesien“, die die Bewachung des Eigentums von Grundbesitzern übernahm. Die Wachgesellschaft war von dem ehemaligen Mitglied der Arbeitsgemeinschaft Roßbach Andreas Mayer gegründet worden, nachdem er sich mit Roßbach überworfen hatte. Hermann fungierte in der Wachgesellschaft als Geldgeber und stellte in seiner Wohnung die Räume für das Büro der Gesellschaft zur Verfügung. Herrmann wurde aus nicht ganz geklärten Gründen von Mitgliedern der Wachgesellschaft nachts im Schlaf überfallen, mit Chloroform und Faustschlägen betäubt und dann durch Aufdrücken eines Kissens in sein Gesicht erstickt. Durch Entwendung verschiedener Schmuckgegenstände sollte ein Raubmord vorgetäuscht werden. In der Folge wurden Mayer und die Wachgesellschaft-Mitglieder Otto Gebauer, Hans Spöhrer und Robert Tippel verhaftet. Die genauen Motive der Tat konnten nicht geklärt werden, teils war davon die Rede, dass Herrmann, der in Waffengeschäfte verstrickt war, Gelder der Wachgesellschaft veruntreut habe, teils davon, dass Herrmann mit Polen in Verbindung stehe, teils davon, dass einer oder mehrere der Männer eine Affäre mit seiner Frau gehabt hätten und er als unliebsamer Nebenbuhler um die Gunst der Frau beseitigt worden sei, indem man ihm einen Verrat angehängt hätte. Gebauer wurde als erster verhaft und gestand, dass der Mord „auf höheren Befehl“ von Spöhrer und Tippel verübt worden sei. Mayer behauptete nach seiner Ergreifung, dass er Spöhrer und Tippel lediglich den Auftrag gegeben hätte, Herrmann einen Denkzettel in Gestalt einer Tracht Prügel zu verabreichen. Die vier Männer wurden am 13. Oktober 1924 durch das Schwurgericht Breslau, nicht wegen Mordes, sondern wegen Körperverletzung mit Todesfolge, zu fünf- bis siebenjährigen Freiheitsstrafen verurteilt.
- Februar 1923: Karl Baur (1901–1923), Student, von Angehörigen des rechtsradikalen Blücher-Bundes an der Isar in München erschossen, um ihn am Verrat von Putschplänen des Bundes zu hindern.[3]
- 31. Mai 1923: Walter Kadow (* 1900), siehe Parchimer Fememord
- 4. Juni 1923: Erich Pannier, Angehöriger der Schwarzen Reichswehr in Döberitz, wurde auf Befehl von Theodor Benn von den Schwarze-Reichswehr-Angehörigen Stein, Schirrmann und Aschenkampf umgebracht, nachdem er aus der Schwarzen Reichswehr „desertiert“ war.
- Juli 1923: Walter Wilms, Feldwebel, von Offizieren, nachdem er in Verdacht geraten war, für die Kommunisten zu spitzeln, bei einem Gelage gezielt betrunken gemacht und anschließend im Auto außerhalb von Rathenow erschossen und mit Kabelschutzmuffen beschwert in die Havel geworfen.[8]

## Archivische Überlieferung
Das Geheime Staatsarchiv in Berlin verwahrt Akten über folgende Fememorde:
- Rep. 84a, Nr. 55029–55033: Ermittlungen und Prozess gegen Edmund Heines und sieben Genossen wegen der Tötung des Landarbeiters Willi Schmidt
- Rep. 84a, Nr. 55045: Untersuchungssache wegen des Fememordes an dem Leutnant des Oberschlesischen Selbstschutzes Hentschel bei Jakobsdorf
- Rep. 84a, Nr. 55049: Akten zur Ermordung des Aufsehers Peter Christ
- Rep. 84a, Nr. 55054: Strafsache gegen Otto Gebauer wegen Mordes